# تپه معصوم‌آباد
تپه معصوم‌آباد مربوط به دوره اشکانیان - دوره ساسانیان - سده‌های اولیه دوران‌های تاریخی پس از اسلام است و در شهرستان اردبیل، بخش مرکزی، دهستان غربی، روستای معصوم‌آباد واقع شده و این اثر در تاریخ ۱۵ دی ۱۳۸۷ با شمارهٔ ثبت ۲۳۹۸۲ به‌عنوان یکی از آثار ملی ایران به ثبت رسیده است.